# Grevillea juncifolia
Grevillea juncifolia là một loài thực vật có hoa trong họ Quắn hoa. Loài này được Hook. miêu tả khoa học đầu tiên năm 1848.